# Basiglio
Basiglio es una localidad italiana de la provincia de Milán, región de Lombardía, con 8.160 habitantes.

## Evolución demográfica
| Gráfica de evolución demográfica de Basiglio entre 1861 y 2001 |
|                                                                |
| Fuente ISTAT - elaboración gráfica de Wikipedia                |